# Magma Aviation
Magma Aviation ist eine 2009 gegründete virtuelle Frachtfluggesellschaft mit Sitz und Basis am Gatwick Airport, Crawley. Magma transportiert Waren aus folgenden Bereichen: Automobil, Gefahrgut, humanitäre Einsätze, schwere und übergroße lebende Tiere, Öl und Gas. Magma Aviation ist auch auf den Lufttransport von verderblichen Gütern wie frischen Blumen, exotischen Früchten und Gemüse spezialisiert.

## Geschichte
Das Unternehmen wurde im Dezember 2009 gegründet und nahm 2010 den Betrieb auf. Ab 2012 nahm es den Betrieb mit Großraumfrachtflugzeugen auf, die kommerziell und operativ von Partnerfluggesellschaften betrieben wurden.
Der globale Charteroperationsspezialist Chapman Freeborn war seit der Gründung des Unternehmens mit einer Minderheitsbeteiligung an Magma Aviation beteiligt und erhöhte 2017 die Beteiligung an Magma auf 75 %.
Im Jahr 2019 übernahm Avia Solutions Group, eine globale Luftfahrt-Holdinggesellschaft mit Tochtergesellschaften, die in den Bereichen Flugzeugwartung, Pilotenausbildung, Bodenabfertigung, Betankung und Luftfahrt-IT-Lösungen tätig sind, Chapman Freeborn zu 100 % und damit Magma Aviation.

## Flotte
Die Flotte besteht mit Stand Juli 2023 aus vier Flugzeugen mit einem Durchschnittsalter von 29,5 Jahren.
| Flugzeugtyp       | aktiv | bestellt | Luftfahrzeugkennzeichen | Anmerkungen                         | Sitzplätze | Durchschnittsalter |
| ----------------- | ----- | -------- | ----------------------- | ----------------------------------- | ---------- | ------------------ |
| Boeing 747-400BCF | 3     |          | TF-AMI, TF-AMN, TF-AMP  | betrieben von Air Atlanta Icelandic | Fracht     | 29,6 Jahre         |
| Boeing 747-400F   | 1     |          | TF-AMC                  | betrieben von Air Atlanta Icelandic | Fracht     | 29,0 Jahre         |